# کشتی در المپیک تابستانی ۲۰۰۰
کشتی در بازی‌های المپیک تابستانی ۲۰۰۰ نام رویداد ورزش کشتی در بازی‌های المپیک تابستانی بود که در سال ۲۰۰۰ برگزار شد.

## مدال‌آوران

### آزاد مردان
| رویداد      | طلا                                | نقره                            | برنز                                    |
| ۵۴ کیلوگرم  | نامیگ عبدالله‌یف · جمهوری آذربایجان | سمی هنسون · ایالات متحده آمریکا | آمیران کاردانوف · یونان                 |
| ۵۸ کیلوگرم  | علیرضا دبیر · ایران                | یوهن بوسلوویچ · اوکراین         | تری براندز · ایالات متحده آمریکا        |
| ۶۳ کیلوگرم  | مراد اوماخانوف · روسیه             | سرافیم بارزاکوف · بلغارستان     | جانگ جائه-سونگ · کره جنوبی              |
| ۶۹ کیلوگرم  | دانیل ایگالی · کانادا              | آرسن گیتینوف · روسیه            | لینکولن مک‌ایلریوی · ایالات متحده آمریکا |
| ۷۶ کیلوگرم  | براندون اسلی · ایالات متحده آمریکا | مون اویی-جائه · کره جنوبی       | آدم برکت · ترکیه                        |
| ۸۵ کیلوگرم  | آدام سایتیف · روسیه                | یوئل رومرو · کوبا               | محمد ایبراگیموف · مقدونیه               |
| ۹۷ کیلوگرم  | ساگید مورتازالیف · روسیه           | اسلام بایراموکوف · قزاقستان     | الدار کورتانیدزه · گرجستان              |
| ۱۳۰ کیلوگرم | دیوید موسلبز · روسیه               | آرتور تایمازوف · ازبکستان       | الکسیس رودریگز · کوبا                   |

### فرنگی مردان
| رویداد      | طلا                                | نقره                             | برنز                           |
| ۵۴ کیلوگرم  | سیم کوون-هو · کره جنوبی            | لازارو ریواس · کوبا              | کانگ یونگ-گیون · کره شمالی     |
| ۵۸ کیلوگرم  | آرمن نازاریان · بلغارستان          | کیم این-سوب · کره جنوبی          | شنگ زتیان · چین                |
| ۶۳ کیلوگرم  | وارترس سامورغاشف · روسیه           | خوان مارن · کوبا                 | آکاکی چاچوا · گرجستان          |
| ۶۹ کیلوگرم  | فیلیبرتو آسکوی · کوبا              | کاتسوهیکو ناگاتا · ژاپن          | الکسی گلوشکوف · روسیه          |
| ۷۶ کیلوگرم  | مراد کاردانوف · روسیه              | مت لیندلند · ایالات متحده آمریکا | مارکو اولی-هانوکسلا · فنلاند   |
| ۸۵ کیلوگرم  | حمزه یرلی‌کایا · ترکیه              | ساندور باردوسی · مجارستان        | موخران واختانگادزه · گرجستان   |
| ۹۷ کیلوگرم  | میکل لیونبرگ · سوئد                | داوید سالدازده · اوکراین         | گرت لونی · ایالات متحده آمریکا |
| ۱۳۰ کیلوگرم | رولون گاردنر · ایالات متحده آمریکا | الکساندر کارلین · روسیه          | دمیتری دبلکا · بلاروس          |

## جدول مدال‌ها
| رتبه  | کشور                      | طلا | نقره | برنز | مجموع |
| ۱     | روسیه (RUS)               | ۶   | ۲    | ۱    | ۹     |
| ۲     | ایالات متحده آمریکا (USA) | ۲   | ۲    | ۳    | ۷     |
| ۳     | کوبا (CUB)                | ۱   | ۳    | ۱    | ۵     |
| ۴     | کره جنوبی (KOR)           | ۱   | ۲    | ۱    | ۴     |
| ۵     | بلغارستان (BUL)           | ۱   | ۱    | ۰    | ۲     |
| ۶     | ترکیه (TUR)               | ۱   | ۰    | ۱    | ۲     |
| ۷     | جمهوری آذربایجان (AZE)    | ۱   | ۰    | ۰    | ۱     |
| ۷     | کانادا (CAN)              | ۱   | ۰    | ۰    | ۱     |
| ۷     | ایران (IRI)               | ۱   | ۰    | ۰    | ۱     |
| ۷     | سوئد (SWE)                | ۱   | ۰    | ۰    | ۱     |
| ۱۱    | اوکراین (UKR)             | ۰   | ۲    | ۰    | ۲     |
| ۱۲    | مجارستان (HUN)            | ۰   | ۱    | ۰    | ۱     |
| ۱۲    | ژاپن (JPN)                | ۰   | ۱    | ۰    | ۱     |
| ۱۲    | قزاقستان (KAZ)            | ۰   | ۱    | ۰    | ۱     |
| ۱۲    | ازبکستان (UZB)            | ۰   | ۱    | ۰    | ۱     |
| ۱۶    | گرجستان (GEO)             | ۰   | ۰    | ۳    | ۳     |
| ۱۷    | بلاروس (BLR)              | ۰   | ۰    | ۱    | ۱     |
| ۱۷    | چین (CHN)                 | ۰   | ۰    | ۱    | ۱     |
| ۱۷    | فنلاند (FIN)              | ۰   | ۰    | ۱    | ۱     |
| ۱۷    | یونان (GRE)               | ۰   | ۰    | ۱    | ۱     |
| ۱۷    | مقدونیه (MKD)             | ۰   | ۰    | ۱    | ۱     |
| ۱۷    | کره شمالی (PRK)           | ۰   | ۰    | ۱    | ۱     |
| مجموع | مجموع                     | ۱۶  | ۱۶   | ۱۶   | ۴۸    |